# Alan Jones (allenatore di rugby)
Alan Belford Jones (Oakey, 13 aprile 1943), è una personalità radiofonica, nonché ex allenatore di rugby a 13 e 15 australiano, già tecnico degli Wallabies nel loro primo Grande Slam nell'Emisfero Nord e alla Coppa del Mondo di rugby 1987; ex insegnante e impegnato localmente in politica, esercita l'attività di conduttore radiofonico fin dagli anni ottanta.

## Biografia
Nato ad Oakley, cittadina dell'entroterra del Queensland a circa 100 km da Brisbane, il 13 aprile 1941 (anche se alcune fonti riportano il 1942, 1943 e anche 1944), compì gli studi inferiori ad Acland e superiori a Toowomba, prima di trasferirsi a Brisbane per gli studi universitari ultimati nel 1967 con la laurea; già dal 1963 era insegnante di scuola superiore a Brisbane.
Nel 1970 si trasferì a Sydney e qualche anno più tardi assunse la conduzione della squadra di rugby della scuola dove insegnava; nel 1975 si dimise per assumere la direzione di una piccola compagnia aerea di proprietà di uno dei genitori dei suoi alunni e, nel 1976, fece la sua prima comparsa in politica presentandosi alle preselezioni del distretto elettorale di Eden-Monaro per il Partito Nazionale, formazione di indirizzo conservatrice.
Nel biennio 1976-77 fu all'università di Oxford poi, tornato in Australia, si candidò nel 1978 al parlamento del Nuovo Galles del Sud nel distretto di Earlwood per il Partito Liberale: in una cena organizzata nel corso della campagna elettorale si presentò vestito con un tipico costume nazionale greco accennando alcuni passi di danza tipici: Jones perse le elezioni in favore del candidato laburista e in seno al partito liberale nacquero critiche in seguito all'atteggiamento tenuto da Jones nella cena pre-elettorale.
Nonostante le critiche Jones si presentò anche per le elezioni del parlamento statale e perse con un margine di 23 punti, di nuovo contro il candidato laburista.
L'anno seguente fu a Canberra come speech writer dell'allora primo ministro australiano Malcolm Fraser, incarico che tenne fino al 1981.

### Carriera tecnica
Nel 1982 si candidò per la posizione di tecnico presso la federazione rugbistica del Nuovo Galles del Sud e gli fu affidato l'incarico di assistente allenatore della selezione di Stato; l'anno successivo fu al Manly come allenatore-capo della prima squadra, che sotto la sua guida conquistò il suo primo campionato provinciale dopo 32 anni dal più recente.
Nel febbraio 1984 successe a Bob Dwyer nel ruolo di allenatore della Nazionale australiana; il suo primo grande risultato fu il Grande Slam nel tour di quell'anno, in cui gli Wallabies per la prima volta nella loro storia sconfissero le quattro Home Nation in una singola spedizione in Europa; al Grande Slam fece seguito la vittoria nella Bledisloe Cup nel 1986, la prima dopo sei anni e la terza assoluta in 37 anni.
Fu anche il selezionatore australiano alla Coppa del Mondo di rugby 1987, la prima assoluta, che gli Wallabies conclusero al quarto posto.
Nel 1988, per i suoi meriti sportivi, gli fu conferita la medaglia dell'Ordine dell'Australia.
Nonostante la sua breve esperienza, il suo apporto al rugby a 15 australiano è tuttora visto come fondamentale per il salto di qualità della disciplina nel suo Paese.
Nel 1990 passò ad allenare nel rugby a 13, anche se i suoi risultati non furono paragonabili a quanto ottenuto nel 15: in tre stagioni solo 23 incontri vinti, e mai più in alto del decimo posto finale in classifica.

### Carriera radiofonica
Attivo già dal 1985 nella radio commerciale di Sydney 2UE, non ha mai fatto mistero delle sue posizioni conservatrici e filomonarchiche; si è guadagnato negli anni il soprannome di pappagallo (The Parrot) per la sua loquacità.
Nel 1988 iniziò a gestire un suo spazio mattutino in cui diede voce alla ceto medio-basso dei sobborghi cittadini ed egemonizzando per circa un ventennio la fascia oraria nell'etere radiofonico.
La carriera radiofonica di Jones ha visto numerose controversie, anche legali, dovute al suo stile spesso aggressivo: nei primi anni novanta Jones e la radio dalla quale trasmetteva furono condannati a un risarcimento per diffamazione nei confronti di un ex consigliere dell'Automobile Club del Nuovo Galles del Sud e furono denunciati perché una rivelazione effettuata durante una puntata del suo talk show aveva causato l'annullamento di un processo.

### Controversie
Benché visto come uno dei più influenti personaggi radiofonici d'Australia, la figura di Alan Jones è stata spesso oggetto di pesanti critiche, sia per il suo presunto opportunismo politico, sia per i suoi comportamenti privati.
Una biografia non autorizzata, Jonestown (2006), di Chris Masters, descrive Alan Jones come una persona affetta da un'insopprimibile mania di controllo, di potere e incapace di tollerare l'indifferenza e la contrarietà nei suoi confronti; Masters ha anche ipotizzato che Alan Jones sia un omosessuale non dichiarato, e tale rifiuto secondo lui starebbe alla base di suoi molti comportamenti pubblici.
Prendendo le mosse da un fatto avvenuto a Londra a fine anni ottanta (l'arresto in un bagno pubblico per condotta indecente, anche se il processo si risolse con il ritiro delle accuse ma le spese a carico di Jones) e da episodi che caratterizzarono la sua attività di insegnante (la sua tendenza a creare favoritismi a seconda delle preferenze per i ragazzi della classe di una delle scuole dove insegnò, condotta che, seppure non sfociò in atti sessuali, fu comunque ritenuta sconveniente, e fu alla base del suo allontanamento da tale scuola), Masters sostenne che, pur essendo l'omosessualità un fatto privato, ciononostante l'atteggiamento di Jones era così evidente da non poter essere ignorato in una biografia, in quanto elemento chiave per capire molte delle circostanze descritte nel libro, anche se l'opera si incentrava in massima parte sulla concentrazione di potere e di influenza che Jones aveva acquisito con il tempo, tanto da ricevere compensi per elogiare o stroncare persone a mezzo stampa e venire ossequiato dai politici timorosi di venire criticati nel suo spazio radiofonico.
Il libro avrebbe dovuto essere inizialmente edito dall'Australian Broadcasting Corporation, l'editore di Masters; ma una lettera di minaccia di ritorsioni giudiziarie da parte dell'avvocato di Alan Jones, seppur definita dai legali dell'emittente come «puerile», convinse ABC a non pubblicare il libro, che così fu acquistato da Allen & Unwin, che provvide alla sua pubblicazione senza che ulteriori minacce legali venissero formulate; tuttavia le analisi di Masters furono contestate dalle colonne dell'Australian sulla base del fatto che fuori dal Nuovo Galles del Sud Jones non ha audience e fuori da Sydney ha praticamente nessuna influenza, aggiungendo che nel resto d'Australia probabilmente il nome "Alan Jones" avrebbe richiamato al massimo l'omonimo pilota automobilistico, già campione del mondo di formula 1.

## Palmarès
- Shute Shield: 1
Manly: 1983